# 1. deild 1977 (Islanda)
La 1. deild 1977 fu la 66ª edizione della massima serie del campionato di calcio islandese disputata tra il 7 maggio e il 25 agosto 1977 e conclusa con la vittoria del ÍA, al suo decimo titolo.
Capocannoniere del torneo fu Pétur Pétursson (ÍA) con 16 reti.

## Formula
Le squadre partecipanti passarono da nove a dieci e si incontrarono in un turno di andata e ritorno per un totale di diciotto partite.
Le ultime due classificate retrocedettero in 2. deild karla.
Le squadre qualificate alle coppe europee furono tre: i campioni alla Coppa dei Campioni 1978-1979, la seconda alla Coppa UEFA 1978-1979 e i vincitori della coppa nazionale alla Coppa delle Coppe 1978-1979.

## Squadre partecipanti
| Club       | Città          | Stadio | Posizione 1976     |
| ---------- | -------------- | ------ | ------------------ |
| Fram       | Reykjavík      |        | 2°                 |
| KR         | Reykjavík      |        | 7°                 |
| Valur      | Reykjavík      |        | Campione d'Islanda |
| Breiðablik | Kópavogur      |        | 5°                 |
| FH         | Hafnarfjörður  |        | 8°                 |
| Keflavík   | Keflavík       |        | 6°                 |
| ÍA         | Akranes        |        | 3°                 |
| Víkingur   | Reykjavík      |        | 4°                 |
| ÍBV        | Vestmannaeyjar |        | 2. deild           |
| Þór        | Akureyri       |        | 2. deild           |

## Classifica finale
|                    | Pos. | Squadra    | Pt | G  | V  | N | P  | GF | GS | DR  |
| ------------------ | ---- | ---------- | -- | -- | -- | - | -- | -- | -- | --- |
| Islanda (bandiera) | 1.   | ÍA         | 28 | 18 | 13 | 2 | 3  | 35 | 13 | +22 |
|                    | 2.   | Valur      | 27 | 18 | 11 | 5 | 2  | 38 | 18 | +20 |
|                    | 3.   | ÍBV        | 21 | 18 | 9  | 3 | 6  | 27 | 18 | +9  |
|                    | 4.   | Keflavík   | 20 | 18 | 8  | 4 | 6  | 29 | 28 | +1  |
|                    | 5.   | Víkingur   | 20 | 18 | 6  | 8 | 4  | 22 | 23 | -1  |
|                    | 6.   | Breiðablik | 18 | 18 | 7  | 4 | 7  | 27 | 26 | +1  |
|                    | 7.   | FH         | 16 | 18 | 5  | 6 | 7  | 26 | 30 | -4  |
|                    | 8.   | Fram       | 14 | 18 | 4  | 6 | 8  | 24 | 35 | -11 |
|                    | 9.   | KR         | 10 | 18 | 3  | 4 | 11 | 24 | 34 | -10 |
|                    | 10.  | Þór        | 6  | 18 | 2  | 2 | 14 | 21 | 48 | -27 |

Legenda:
      Campione d'Islanda e ammesso alla Coppa dei Campioni
      Ammesso alla Coppa delle Coppe
      Ammesso alla Coppa UEFA
      Retrocesso in 2. deild karla
Note:
Due punti a vittoria, uno a pareggio, zero a sconfitta.

### Verdetti
- ÍA Campione d'Islanda 1977 e qualificato alla Coppa dei Campioni
- ÍBV qualificato alla Coppa UEFA
- Valur qualificato alla Coppa delle Coppe
- KR e Þór retrocesse in 2. deild karla.